# Totsuka
Totsuka (jap. 戸塚区 Totsuka-ku) – jedna z 18 dzielnic Jokohamy, stolicy prefektury Kanagawa, w Japonii. Ma powierzchnię 35,79 km². W 2020 r. mieszkało w niej 283 908 osób, w 122 001 gospodarstwach domowych  (w 2010 r. 274 389 osób, w 109 800 gospodarstwach domowych).
Dzielnica została założona 1 kwietnia 1939 roku. Położona jest w południowo-wschodniej części miasta. Graniczy z dzielnicami Sakae, Hodogaya, Minami, Asahi, Kōnan, Izumi, a także z miastami Kamakura i Fujisawa. Na jej terenie znajdują się uczelnie Meiji Gakuin University i Yokohama College of Pharmacy.